# Грайчюнас, Йонас
Йо́нас Грайчю́нас (лит. Jonas Graičiūnas; 10 июня 1903, Тифлис — 1 августа 1994, Вильнюс) — литовский советский поэт и переводчик. 

## Биография
Родился в крестьянской семье. В 1906 году с родителями приехал в Литву. По окончании двухклассной школы в Купишкисе (1915) продолжил учёбу в прогимназии в Купишкисе (1917—1920) и в гимназии в Паневежисе. С 1925 года изучал литовскую и русскую литературу в Университете Витаутаса Великого в Каунасе. В 1932 году окончил филологическое отделение гуманитарного факультета университета.
В 1927—1931 годах работал учителем гимназии в Пильвишкяй, в 1932—1936 годах — директором гимназии в Кяльме. Был редактором в телеграфном агентстве Эльта (1936—1938). В 1937—1938 годах заместитель председателя Общества литовских писателей (Lietuvių rašytojų sąjungos draugija). Работал редактором Радиокомитета в Каунасе (1940—1941). В конце войны преподавал литовскую литературу и русский язык в гимназии в Рамигале (1944—1945). Затем был управляющим делами каунасского филиала Союза писателей Литовской ССР и уполномоченным Литературного фонда СССР (1945—1947).
С 1947 года работал внештатным переводчиком художественной литературы. В 1949 году был без суда сослан в Сибирь. Работал у озера Байкал. В 1957 году вернулся в Литву. С 1964 года на пенсии. Член Союза литовских писателей с 1967 года. В последние годы жил в Вильнюсе, где и умер. Похоронен в Рамигале.

## Литературная деятельность
Дебютировал в печати стихотворениями в литовской печати США в 1923 году. С 1924 года публиковал стихи в печати Литвы. Участвовал в газетах и журналах «Академикас» (Akademikas), «Деновидис» (Dienovidis), «Илюструотойи Летува» (Iliustruotoji Lietuva), «Яунойи карта» (Jaunoji karta), «Лайсве» (Laisvė), «Летувос айдас» (Lietuvos aidas), «Летувос жиниос» ( Lietuvos žinios), «Литературос науенос» (Literatūros naujienos), «Мяно култура» (Meno kultūra), «Моксло денос» (Mokslo dienos), «Науенос» (Naujienos), «Науйойи Ромува» (Naujoji Romuva), «Тримитас» (Trimitas) и других изданиях.
Пользовался псевдонимами Algis Elmantas, Arimantas, Jon. Kalvėnas, Laisvydas Pilėnas, Martynas Martinkaitis, Vyt. Suvartas и другими.
Автор сборников стихов «Военное положение (в душе)» („Karo stovis (dūšioj)“, 1928), «На пастбище глаз» („Akių ganyklose“, 1930), «Ледоход на Немане» („Ižas Nemune“, 1938), «Эстампы следов» („Pėdų estampai“, 1966), «Вильнюсские контрфорсы» („Vilniaus kontraforsai“, 1976) и других. В лирике 1930-х годов отразились неоромантические тенденции, для неё характерны противопоставление городских и сельских мотивов.
В творчестве советского периода присутствует критическое отношением к буржуазному прошлому. В лирических стихах поэтизировал сельскую природу. На стихи Грайчюнаса композитором Йонасом Дамбраускасом написаны песни.
Стихотворения Грайчюнаса переводились на язык эсперанто (П. Лапене, 1938) и на польский язык (Я. Вихерт-Кайрюкштисова, 1939). На русский язык стихотворения Грайчюнаса переводил К. Д. Бальмонт («Балтийский альманах», 1937, № 2), а также С. Ботвинник и Т. Бек  .

## Переводческая деятельность
С русского языка перевёл на литовский язык трагедию «Борис Годунов» и стихотворения А. С. Пушкина, комедию «Горе от ума» А. С. Грибоедова, рассказы «Конармии» И. Э. Бабеля, романы Ю. В. Трифонова, Ю. Н. Тынянова, стихотворения К. Д. Бальмонта, И. А. Бунина, С. А. Есенина, М. Ю. Лермонтова, Л. Н. Мартынова, В. В. Маяковского, Н. А. Некрасова, Ф. И. Тютчева.
Кроме того, в его переводах на литовском языке издавались поэма «Витязь в барсовой шкуре» Шоты Руставели (1971), стихотворения Фридриха Шиллера, Генриха Гейне, Шарля Бодлера, Янки Купалы, «Крымские сонеты» Адама Мицкевича, также Расула Гамзатова, Сильвы Капутикян, Кайсына Кулиева, Геворга Эмина и других поэтов народов СССР.

## Сочинения
- Karo stovis (dūšioj). Iš 1920—1928 m. eilėraščių. Kaunas: Spaudos fondas, 1928.
- Akių ganyklose (Lyrika). Vilkaviškis—Kaunas: 1930.
- Pirmoji rinktinė. Eilėraščiai. Kaunas: Spaudos fondas, 1936.
- Ižas Nemune. Oficialaus optimizmo ir privataus pesimizmo lyrika. Kaunas: Spaudos fondas, 1938.
- Pėdų estampai. Vilnius: Vaga, 1966.
- Saulėlydžio freskos. Vilnius: Vaga, 1973.
- Vilniaus kontraforsai. Vilnius: Vaga, 1976.
- Po žaibo sparnu. Eilėraščiai. Vilnius: Vaga, 1983.

### Переводы на русский язык
- Антология литовской советской поэзии. Составитель Р. Тримонис. Вильнюс: Vaga, 1980. С. 95—99.